# Michael Gaida
Michael Gaida (* 1947 in Hamburg) ist ein deutscher Zeichner und Schriftsteller, der durch Hörspiele bekannt wurde.
Michael Gaida studierte Philosophie und Soziologie in Heidelberg. In den 1980er und 1990er Jahren verfasste er Hörspiele und führte bei Hörspiel-Produktionen Regie.
Von 1987 bis 1990 war er Dialog-Editor bzw. Autorenredakteur der Fernsehserie Hals über Kopf.

## Hörspiele

### Buch
- 1981: Die Stadt – Produktion: Radio Bremen (RB), Regie: Günter Bommert, Sprecher: Gisela Trowe, Hildegard Schmahl, Rudolf Wessely, E. O. Fuhrmann, Siemen Rühaak, Günter König, Gert Haucke u. a.[3]
- 1981: In irgendeinem Land, so weit, so gut – Produktion: Norddeutscher Rundfunk (NDR), Regie: Hans Rosenhauer, Sprecher: Horst Michael Neutze, Gerd Baltus, Peter Faerber, Eva Gelb, Douglas Welbat, Dietmar Mues, Henning Schlüter, Ralf Schermuly, Marlen Diekhoff, Peter Franke, Antje Roosch, Gisela Trowe, Christiane Carstens, Werner Cartano, Karl-Heinz von Hassel, Burghart Klaußner u. a.[4]
- 1982: Auf zur Venus – Produktion: Sender Freies Berlin (SFB), Regie: Manfred Marchfelder, Sprecher: Monika Hansen, Helga Anders, Ronald Nitschke, Peter Matić, Erwin Schastok, Peter Fitz u. a.[5]
- 1983: Triebwerk – Produktion: RIAS, Regie: Robert Matejka, Sprecher: Tina Engel und Peter Aust[6] – eine Aufnahme in Kunstkopfstereofonie[7]
- 1985: Shower Country – Produktion: RIAS, Regie: Robert Matejka, Sprecher: Viola Sauer und Ilja Richter[8]
- 1986: Unbemanntes Glück – Produktion: NDR, Regie: Hans Rosenhauer, Sprecher: Helmut Zierl, Hannelore Hoger, Uwe Friedrichsen, Siegfried W. Kernen u. a.[9]
- 1986: Medienverbund – Produktion: Westdeutscher Rundfunk (WDR), Regie: Frank Hübner, Sprecher: William Mockridge, Krista Posch, Otto Sander u. a.[10]
- 1987: Don’t worry, Captain – Produktion: SFB, Regie: Robert Matejka, Sprecher: Rosemarie Fendel[11]
- 1988: Eddi – Produktion: RIAS, Regie: Robert Matejka, Sprecher: Hans Madin, Wolfgang Spier, Wolf Kaiser, Arnold Marquis, Charles Regnier, Herbert Weißbach, Heinz Schubert, Katharina Thalbach, Liane Rudolph, Astrid Kohrs, Gudrun Gabriel, Lisa Adler, Otto Sander, Dieter Ranspach, Erwin Schastok, Ortwin Speer, Andreas Thieck u. a.[12]
- 1988: Die Erde bebt, die Masse ruht – Produktion: RB/WDR, Regie: Rüdiger Meyke, Sprecher: Jutta Hoffmann, Dietmar Mues, Siemen Rühaak u. a.[13]
- 1989: Die Korrektur – Produktion: Bayerischer Rundfunk (BR), Regie: Angeli Backhausen, Sprecher: Siemen Rühaak, Uwe Friedrichsen, Donata Höffer u. a.[14]
- 1989: Agentur Lucifer (1. Staffel) – Produktion: BR, Regie: Robert Matejka, Sprecher: Sabina Trooger, Tobias Lelle, Lambert Hamel, Henning Venske, Fritz Wepper, Knud Kuntze, Rosemarie Fendel u. a.[15]
- 1989: Lange bevor es passierte – Produktion: BR, Regie: Irene Schuck, Monologsprecher: Michael Thomas[16] – Hörspiel des Monats im Februar 1990
- 1991: Könnte Roger Chainenoir verspeist worden sein? – Produktion: RIAS, Regie: Robert Matejka, Sprecher: Hilmar Thate, Thomas Schendel, Ingrid van Bergen, Christiane Leuchtmann, Ralf Schermuly, Dieter Ranspach u. a.[17]
- 1991: IQ 188 – Produktion: RB, Regie: Gerhard Willert, Sprecher: Sylvana Krappatsch, Gerhard Willert, Dietmar Mues, Hille Darjes u. a.[18]
- 1993: Geometrie der Zufälle – Produktion: RB/RIAS, Regie: Christiane Ohaus, Sprecher: Stefan Merki, Thomas Sarbacher, Friedhelm Ptok, Donata Höffer, Wolfgang Kraßnitzer, Harald Halgardt u. a.[19]

Für Ohrenbär schrieb er die Werke Von einem, der immer ein anderer sein wollte und Flic und Flacs Suche nach dem verlorenen Handschuh.

### Buch und Regie
- 1982: In der Assoziatrie – Produktion: RB, Sprecher: Sabine Postel, Siemen Rühaak u. a.[20]
- 1984: Mayday – Produktion: RB, Sprecher: Kurt Raab, Friedhelm Ptok, Matthias Ponnier, Michael Thomas u. a.[21]
- 1984: Ohne Datum I–III – Produktion: SFB, Sprecher: Peter Aust, Gunter Berger, Bruno Ganz u. a.[22]
- 1986: Längere Abwesenheit – Produktion: RB, Sprecher: Esther Hausmann, Monica Bleibtreu, Gisela Trowe, Daniel Lüönd, Hans Peter Hallwachs und Karl-Michael Vogler[23]
- 1990: Und das Material schaut zu – Produktion: RB/SFB, Sprecher: Fritz Lichtenhahn, Dietmar Mues, Michaela Mazac, Tobias Lelle und Hermann Lause[24]
- 1992: Agentur Lucifer (2. Staffel) – Produktion: BR, Sprecher: Sabina Trooger, Tobias Lelle, Hans Wyprächtiger, Eva Röder, Fred Maire, Rosemarie Fendel u. a.[25]

### Buch und Regieassistenz
- 1983: Apocalypso oder Äußerst besorgt, zutiefst befriedigt (4. Folge) – Produktion: Hessischer Rundfunk/RB/RIAS, Regie: Robert Matejka, Sprecher: Angelica Domröse, Rosemarie Fendel, Nicole Heesters, Peter Aust, Gunter Berger, Bruno Ganz, Jörg Jannings, Dieter Ranspach, Sona MacDonald u. a.[26]

### Regie
- 1984: Fritz Mikesch: Das Profil der Gemütlichkeit – Produktion: NDR, Sprecher: Gert Haucke, Marie-Luise Marjan, Dietmar Mues u. a.[27]
- 1984: Fritz Mikesch: Irr-Gang – Produktion: NDR, Sprecher: Dieter Ranspach und Uwe Müller[28]
- 1985: Yves-Fabrice Lebeau: Das Fossil – Produktion: WDR, Sprecher: Tina Engel, Gunter Berger u. a.[29]
- 1985: Wolf Deinert: Glikendeel – Produktion: NDR, Sprecher: Sona MacDonald und Gerhard Garbers[30]

## Veröffentlichungen
Die Hörspiele wurden von Rundfunk-Anstalten der ARD produziert und in deren Hörfunk-Programmen gesendet.
Die Hörspielreihe Agentur Lucifer wurde im Dezember 2016 in der Reihe „Pidax Hörspiel-Klassiker“ als Mp3-CD veröffentlicht. Sie ist auch als Hörbuch-Download verfügbar.